# Peter Karlsson (bordtennisspelare)
Peter Karlsson, född 29 maj 1969, är en svensk bordtennisspelare.
Karlssons främsta individuella merit är EM-guldet i singel 2000. Han har också ett VM-guld i dubbel (1991, tillsammans med Thomas von Scheele), fyra VM-guld i lag (1989, 1991, 1993 och 2000), ett VM-silver i lag (1995) och därutöver fem EM-guld i lag (1990, 1992, 1996, 2000 och 2002). Laget som han ingick i 1989 tilldelades för sitt VM-guld Svenska Dagbladets guldmedalj samma år.